# Paolo Franchi (regista)
Paolo Franchi anche come Paolo Franchi Gandolfi (Bergamo, 13 ottobre 1969) è un regista e sceneggiatore italiano.

## Biografia
Laureato in lettere e filosofia e diplomato regista al Centro sperimentale di cinematografia di Roma. Dopo un'esperienza da videomaker, frequenta a Roma corsi di sceneggiatura e regia tenuti tra gli altri da Nanni Loy, Giorgio Arlorio, Mauro Bolognini. Dopo il cortometraggio La storia che segue (1994) realizza nel 1995 il mediometraggio Frammenti di sapienza sulla scrittrice Goliarda Sapienza.
Nel 2003 esordisce nella regia del suo primo lungometraggio, La spettatrice, con Barbora Bobuľová, che ottiene un buon riscontro dalla stampa italiana e internazionale. Il film è l'unico rappresentante italiano al concorso ufficiale del Tribeca Film Festival di New York nel 2004. Il film ottiene molti premi nel mondo tra i quali il Globo d'oro della stampa estera quale migliore opera prima. La seconda prova di Franchi è la pellicola Nessuna qualità agli eroi, del 2007, nella quale il regista tenta una fusione tra il genere noir e il kammerspiel di Rainer Werner Fassbinder, ambientando il film in una glaciale Torino. Nel cast Elio Germano, Bruno Todeschini, Irène Jacob. Il film rappresenta l'Italia al concorso ufficiale della 64 Mostra Internazionale d'arte cinematografica di Venezia.  Nel 2012 gira in Puglia il film E la chiamano estate, in concorso al Festival Internazionale del Film di Roma dove Franchi vince il premio speciale Marc'Aurelio quale migliore regista. Nel 2017 realizza il film Dove non ho mai abitato ottenendo la seconda candidatura al Nastro d'argento quale miglior regista.

## Filmografia

### Regista

#### Lungometraggi
- La spettatrice (2004)
- Nessuna qualità agli eroi (2007)
- E la chiamano estate (2013)
- Dove non ho mai abitato (2017)

#### Cortometraggi
- La storia che segue (1994)
- Frammenti di sapienza (1998)

## Riconoscimenti
- David di Donatello
  - 2005 – Candidatura come miglior regista esordiente per La spettatrice
- Nastro d'argento
  - 2005 – Candidatura come Miglior regista esordiente per La spettatrice
  - 2018 – Candidatura come Miglior regista per Dove non ho mai abitato
- Globi d'oro
  - 2005 – Miglior opera prima per La spettatrice
  - 2008 – Miglior regista per Nessuna qualità agli eroi
  - 2008 – Candidatura per il miglior film per Nessuna qualità agli eroi
  - 2008 – Candidatura per la miglior sceneggiatura per Nessuna qualità agli eroi
  - 2018 – Candidatura al miglior film per Dove non ho mai abitato
- Festival Internazionale del Film di Roma
  - 2012 – Miglior regia per E la chiamano estate